# Ilfov
Ilfov är ett län (județ) i Rumänien med 423 315 invånare (2018). Det omger landets huvudstad, Bukarest, och utgör tillsammans med denna stad en av landets åtta utvecklingsregioner. De flesta administrativa funktioner styrs från Bukarest, men vissa myndigheter är utplacerade i städerna Buftea och Otopeni.

## Administrativ indelning
Ilfov är indelad i 8 städer och 32 kommuner.

### Städer
- Bragadiru
- Buftea
- Chitila
- Măgurele
- Otopeni
- Pantelimon
- Popești-Leordeni
- Voluntari

### Kommuner
- 1 Decembrie
- Afumați
- Balotești
- Berceni
- Brănești
- Cernica
- Chiajna
- Ciolpani
- Ciorogârla
- Clinceni
- Copăceni
- Corbeanca
- Cornetu
- Dărăști
- Dascălu
- Dobroiești
- Domnești
- Dragomirești Vale
- Găneasa
- Glina
- Grădiștea
- Gruiu
- Jilava
- Moara Vlăsiei
- Mogoșoaia
- Nuci
- Periș
- Petrăchioaia
- Snagov
- Ștefăneștii de Jos
- Tunari
- Vidra